# Clyde Hurley
Clyde Lanham Hurley junior (* 3. September 1916 in Fort Worth; † 14. August 1963 ebenda) war ein US-amerikanischer Jazztrompeter des Swing. Er ist vor allem für sein Trompetensolo in In the Mood bei Glenn Miller bekannt.

## Leben
Hurley’s Mutter war eine professionelle Pianistin und Sängerin, bei der er Musikunterricht erhielt und Klavierunterricht. Er brachte sich das Trompetenspiel aus Louis-Armstrong-Aufnahmen bei. Von 1932 bis 1936 spielte er in der Big Band der University of Texas (Texas Christian University in Fort Worth), an der er studierte, und ab 1937 ein Jahr im Orchester von Ben Pollack, dem er sich anschloss als dieses in Texas tourte. Danach war er Studiomusiker in Hollywood, spielte bei Paul Whiteman und von 1939 bis 1940 bei Glenn Miller, bei dem er als Solist an der Trompete herausgestellt wurde (z. B. auf In the Mood, Tuxedo Junction, Stardust, Glen Island Special, Rug Cutter’s Swing). Er spielte auch im Carnegie Hall Konzert von Glenn Miller (One O’Clock Jump). Schließlich verließ er die Miller-Band wegen musikalischer Differenzen. 1940/41 war er Mitglied der Bigband von Tommy Dorsey und 1941 bei Artie Shaw.
Danach arbeitete er freischaffend als Studiomusiker in Hollywood. Von 1944 bis 1949 war er bei MGM angestellt und von 1950 bis 1955 bei NBC. Danach war er wieder Freelancer. Er war auch in Filmen wie The Five Pennies (1959) und The Gene Krupa Story (1959) zu sehen. Daneben arbeitete er in Dixieland-Gruppen wie der von Matty Matlock (Rampart Street Paraders), mit der er auch aufnahm. Er nahm auch mit Paul Weston (Solo Flight) auf und 1954 mit Ralph Sutton und Edmond Hall im Club Hangover in San Francisco.
Unter eigenem Namen nahm er 1946 für Keynote Records und 1950 für Crown auf.